# さらば青春の光 (お笑いコンビ)
さらば青春の光（さらばせいしゅんのひかり）は、日本のお笑いコンビ。2008年8月結成、2013年10月に個人事務所「ザ・森東」を設立して独立、社長および副社長に就任。キングオブコント2012準優勝、M-1グランプリ2016ファイナリスト。

## メンバー
森田 哲矢（もりた てつや、1981年8月23日 - ）（43歳）
ツッコミ・ボケ及びネタ作り担当。立ち位置は左（たまに右）。
身長164 cm。血液型B型。
大阪府堺市出身。

東ブクロ（ひがしぶくろ、1985年10月6日 - ）（39歳）
ボケ（生き方ボケ）・ツッコミ担当。立ち位置は右（たまに左）。
本名：東口 宜隆（ひがしぐち よしたか）
身長167 cm。血液型O型。
大阪府茨木市出身（出生は東大阪市）。

## 来歴
以下、2017年の東ブクロの芸名改名以前の出来事についても、便宜上「東ブクロ」で記述を行う。

### コンビ結成 - 大阪時代
2006年、松竹芸能タレント養成所の先輩・後輩として出会う（森田が半年先輩）。2008年にそれぞれ森田は「カサブランカ」、東ブクロは「ヤンバルクイナ」といったコンビの解散後、『キングオブコント』への出場を目指して結成。カサブランカの解散がヤンバルクイナ結成のわずか3日後であり、以前から「森田と組みたい」と思っていた東ブクロはそれに併せるかのようにヤンバルクイナも解散。森田へ「一緒にやりたい」思いを長文のメールにして伝えたが、森田は先輩と組んでいるのにも拘らずすぐさま乗り換えようとしていた東ブクロに不信感を抱き、その誘いをはぐらかしていたものの同時期に創設されたキングオブコントへ出てみようと結成に至ったという。当時の森田は西口という先輩に誘われていたが、東口（東ブクロ）の方を選んだ。コンビ名の名付け親はかつての事務所の先輩だったみなみかわ（元ピーマンズスタンダード）。その由来はイギリス映画『さらば青春の光』で、コンビ結成を報告するためみなみかわへ挨拶に行ったところ、「じゃあ俺が付けたるわ。昨日見た映画が2本あるからどっちか選べ」と言われてもう1本が『復讐するは我にあり』だったため、消去法でこちらを選んだという。キングオブコントの1回戦がコンビとしての初舞台となり、敗退したもののその後の事務所ライブで1位を獲り2009年の『NHK上方漫才コンテスト』にて本選進出を果たしたため、コンビとしての活動は継続する運びとなった。
『キングオブコント2009』3回戦では森田がインフルエンザに罹ったため出場を辞退、相方・東ブクロには「マジで申し訳ない。次のABCお笑い新人グランプリの決勝にいけるネタを作るから」とメールで謝罪した。実際にコンビは翌年、『第31回ABCお笑い新人グランプリ』の決勝進出を果たす。
2011年、初の単独ライブ『〜東京上陸大作戦〜』を開催。大阪から毎月東京に通い、バトルライブでの成績が良かったため事務所からのご褒美的なものだった。東京では無名だった彼らは客足すら不安だったものの、本番当日の客席は満席状態に近かった。それは色んな芸人がSNSで告知してくれたり、当時は面識の無かった囲碁将棋や屋敷裕政（ニューヨーク）など吉本興業所属の芸人が足を運んでいたりしたからだという 。
当時の森田はヒモ同然の生活で、東ブクロは月10万円ほどの小遣いを貰う実家暮らしで貧しい大阪時代を過ごした。それでもネタをすればウケたり、賞レースに引っかかったりと暗い気持ちはなかった。また大阪では仕事がなかったため、自腹で夜行バスに乗って東京のライブへ出演していた。非吉本ながら吉本主催の舞台に出て賞レースには食い込み、吉本芸人と親交を深めていきインディーズライブへ呼ばれるようになった。
『キングオブコント2012』にて初の決勝進出、準優勝という好成績を納めた。その時の優勝はバイきんぐで、森田はバイきんぐが演じた2本目のネタ「帰省」の序盤までは「（優勝）いけるんちゃうん?」と期待していたが小峠英二（バイきんぐ）の「なんて日だ!」で地響きのような爆笑が起こり、優勝は諦めた。東ブクロは「あの時以上にネタがウケてる現場を未だに見たことがない」と、2018年のキングオブコント回想ライブで語った。以降は2015年まで4年連続、2017年から2年連続で決勝進出を果たしている。

### 松竹退社、東京進出
結成2年目にして『M-1グランプリ』の準決勝まで進出、同期の中で出待ち客が多いなど成功を収めた反面調子に乗る要因となった。2人は事務所への不満を募らせ、吉本芸人が吉本の悪口を言う一種のお家芸を真似しライブで2人は松竹に対して悪口を吐く、森田は自分らに払う給料が無いのに養成所にて監視カメラを設置できる金はあることに腹を立て全裸で映り込んで中指を立てながら踊る、東ブクロはTwitterで給与明細をアップしようとするなど問題行動を起こしていった。「他の事務所なら評価してくれる」と思った2人は事務所移籍について話していた当時のマネージャーに引き留められていたが、聞く耳を持たなかった。
2013年1月22日、森田が自身のTwitterにて予定していた単独公演の中止を報告・謝罪した。松竹からの移籍がささやかれるも、26日に森田は「まだ松竹芸能に所属してますし、円満。移籍とかではないです」と否定した。だが、28日に松竹は「これ以上彼らの芸能活動を支えることが不可能」と判断したため専属契約を3月末日付で解除すると発表。これについて2人はTwitter上で、松竹退社後の4月から東京へ活動拠点を移しフリーとして活動を続ける旨を綴った。
後に2人は退社の1年前から事務所の上層部へその意向を伝えており、上層部からは「お前らを食わすようにするから。1年我慢してくれ」と引き留められるも大して状況が変わらなかったため2人は退社を決意、先述の単独ライブ中止騒動後に当時の松竹の社長から北千住の高級焼肉店へ連れて行ってもらい、退社する旨を伝えると応援してはもらったものの「当時は自分たちは全国区だって勘違いしていた」「ちょっとのちやほやで調子に乗り、現状に不満を持ち、他（の事務所）ならきっと評価してくれると思った」と一連の出来事を振り返り、当時は現場のマネージャーにしか退社の意向を伝えておらず松竹の上層部とは会ってもいなかったことや、呆れた松竹側からは何も言われなかったのもあり自らが「円満退社」と勘違いしていたことを明かしている。
退社については、後の2019年12月放送『家、ついて行ってイイですか?（明け方）』（テレビ東京）にて森田は「辞めないに越したことはない」と回想した。また、2020年4月7日放送『ロンドンハーツ』（テレビ朝日）では、森田が木下隆行（TKO）の退所騒動を引き合いに出し「退所って言うてんのただのクビ。俺らの時もそう」と発言した他、「ネタ書いて、事務所作って、自分のピンで出てる仕事のギャラもマネージャー含めて3等分にして…」と独立後の厳しさを語っている。
退所騒動での話題性の高さ、以後の活躍・知名度から脱竹（だっちく）した芸人・脱竹組の筆頭として名を挙げられる機会が多い。

### フリー転身後
芸人仲間からの評判が良いマセキ芸能社への移籍を目指すも、最終的にマセキへの所属は叶わなかった。
2013年5月にスタートした冠番組『さらば青春の光 ふぁいなる』にて、企画として同年10月に個人事務所「ザ・森東」を設立。途中から現マネージャーのヤマネヒロマサが合流。同年6月、東ブクロが他事務所の先輩芸人の妻と不倫していたことが週刊誌に報じられ前の事務所との騒動もあり、仕事は一切無くなりライブすらも出られない苦況に追い込まれたものの、コンビは解散せず継続した。ちなみに東ブクロ本人は、不倫報道への恐怖のあまり当時の記憶がほとんどない。それでも事務所の先輩だったTKOは引き続き仲良くしてくれたり、笑福亭鶴瓶は森田に「お前は絶対に東ブクロを見放すな」と激励してくれたりした。騒動直後の『THE MANZAI』の予選で初対面だった小沢一敬（スピードワゴン）は、東ブクロを週5程度のペースで食事に誘い東京の芸人との間を取り持ってもらった。しずるは、フリー転身後の全く仕事がなかった時期で一番最初にライブへ呼んでくれた。周りの支えがありながらも森田は新ネタに比重を置きライブを重ね、同年の『キングオブコント』ではフリーながら決勝に返り咲いた。
『キングオブコント2012』の準優勝直後の月収は8000円と貧しい大阪時代だったが、東京進出後も森田は友人に100万円の借金をする羽目になる。ギャラの未払いがいくつも発生し、「フリー転身後最初の仕事で、水着のお姉ちゃんたちと戯れるちょっとお色気番組の6本撮りで、朝から夜まで働いて貰ったギャラが5000円だった」「20万円のギャラだと聞いて引き受けた早朝からの丸2日の超人気バラエティ番組のロケのギャラが未払いで担当と連絡が付かない」など、フリーであるが故に苦い思いを味わったこともあった。
2016年9月23日、『しくじり先生 俺みたいになるな!!』（テレビ朝日）に出演（収録は2015年の暮れ）。事務所の脱退騒動・不倫騒動について語った。
『M-1グランプリ2016』では、コントに重きを置く芸人ながら決勝まで進出。「能みたいな話」を演じて最終結果は4位で終えた。
2017年5月からは、自らウェブCMを制作する「森東広告堂」も始めた。
その後は徐々にテレビ出演も増え、2017年の単独ライブ「会心の一撃」では600人、2018年の「真っ二つ」では2,700人、2019年の「大三元」では4,500人以上を動員するなど、着々と動員数を増やし続けた。創設当初、500万円だったザ・森東の年商は2019年に4400万円へ到達して一人当たりの月収は102万円となった。
コンビ結成後は毎年キングオブコントに挑み続け『キングオブコント2018』をラストイヤーとするも、ノーマークだったハナコが1点差でファイナルステージへ進出して優勝、結果は4位に終わった。そして2018年10月25日に自身が開催したキングオブコント回想ライブで卒業を宣言した。後に森田はこの決断がターニングポイントとなり、仕事が増えて単独ライブにより力が入れられるようになったという。2018年10月1日、自身のYouTubeチャンネルを開設。同チャンネルではテレビ放送では行われない長尺のコントの映像やモルック、配信動画などが投稿されている。コンセプトは、「YouTubeからテレビへ」で自分らをテレビ業界へ売り込む手段として、少しでもお金になればと始めた。2020年4月の同チャンネルの主な視聴者層は青年男性（男性が93%／18〜24歳が約33%、25〜34歳が約35%）である。2020年8月時点で月40万回再生があれば、家賃18万円が払えるという。
2019年11月30日、阪急三番街50周年記念イベントの「さらば青春の光×萬田久子トークショー」に出演。森田は（2020年6月現在で）特に印象に残っている仕事という。
2020年2月、森田著書『メンタル童貞ロックンロール』ドラマ化の企画を始める。
2020年7月15日、bilibiliにて公式アカウントを開設。ネタ動画を投稿し、動画は中国語字幕付きで配信されている。
同年のコロナ禍では営業やライブの仕事が無くなり、収録はリモートでの出演が多くなった。ラジオだけは通常通りだという。
2021年4月、デイリー新潮により一般人女性を妊娠させ中絶させたことがあると報じられ東ブクロにとって2度目の不祥事となった。また、続報として大阪時代から7年交際していた東ブクロの元恋人である女性からもデイリー新潮へ告発があり、交際中に避妊具を付けず性行為を行い中絶させたと報じられた。
2023年8月15日、YouTubeのメインチャンネルの登録者数が100万人を突破。

## 芸風
コント師ながら『M-1グランプリ2016』にて決勝進出（結果は4位）、『キングオブコント』4年連続決勝進出、決勝進出6回の最多記録をそれぞれ保持しているコンビである。
- ネタは主にコント。ボケ役の些細な行動や返答にツッコミ役が微妙な違和感を覚え、徐々に2人の会話が成立しなくなる（違背実験）、”繊細で脆い日常”の共通前提をつく展開を見せる[55]。東ブクロはサイコパスな配役が多く[56]、森田が演じる役が悲劇的かつ不条理に巻き込まれる。ボケ・ツッコミが明確に分けられたものは少ない。
- 漫才の賞レース用に漫才を行うことがある。コント・漫才両方を行う芸人としては珍しく、コント漫才ではなくしゃべくり漫才である。THE MANZAIでは、過去3回認定漫才師に選出されている。また、第12回のM-1グランプリでは決勝進出を果たした。漫才では東ブクロがボケを担当することが多い。
- さらば青春の光のネタ（コント・漫才共に）の最大の特徴として、設定の「バラし」までの前フリを一般的なコントや漫才よりも長めにとっていることが挙げられ[57]、最初の「バラし」での笑いが起きるかどうかで、その後の展開のウケ量が左右されることが多い。この特徴は、設定の「バラし」で大きな笑いを取ることができれば、その後のボケの精度を高めることができる一方で、「バラし」で滑ってしまった場合、その後も滑り続けてしまうという「諸刃の剣」的な要素を含んでいる。実際に『キングオブコント2015』では、芸術家であるはずの森田がまだ一度も絵を描いていないという設定の「バラし」が大滑りしてしまい、最下位になった。審査員の松本人志（ダウンタウン）からは「床を見ているほうがおもしろかった」というボケ交じりの講評を受けていた。また前フリが長いのは、4分程度のネタ尺の制限がある競技性の強い賞レースでは不利に働くことが多いものの[58]、結果を残してきた。
- ネタは森田が日常生活で感じたこと、ニュースやドキュメンタリー番組、実体験から着想を得ている[56][注釈 3]。森田は「コントはJAZZ」という持論を持ち、台本は作らずボケのみを箇条書きで羅列して演じながら細部を調整するというスタイルを取っている[59]。また、舞台袖の出番の直前までネタを推敲していることが多い。東ブクロは確実に受けるであろうと思いついたボケはアドリブで本番に入れ込み、ウケたら採用されている[60]。ネタ作りは基本的に森田が担っているが、『ワラッタメ天国』（フジテレビ）で披露するネタは東ブクロが作っている[61]。
- ラジオやライブのフリートークでは、ゴシップ好きの森田が女好きの東ブクロをイジる下ネタ色が強く[55]、誰か（東ブクロ）が傷付くお笑いである[62]。

## エピソード
- 他事務所でありながらも、同期にあたる見取り図（吉本所属）とは「さらば青春の見取り図」というユニット名で合同ライブを行うなど親交が深い（盛山と森田は同郷）[63]。
- 2人ともABCお笑いグランプリとコント新人大賞の審査員だった渡辺正行を嫌っている[5][64]。
- キングオブコント2009では3回戦進出を果たしたが、当日森田がインフルエンザに罹り欠場した。
- 2人が準優勝した2012年の『ABCお笑いグランプリ』で審査員だったリンゴ（ハイヒール）から気に入られており、所属事務所が違うにも関わらずスーツをプレゼントされた。
- 『キングオブコント2012』決勝で披露したネタ内で森田が発言した「イタトン（=“痛いの痛いの飛んでいけ”の略）」というフレーズを松本が真似するなど番組内で流行語のようになったこともあり、番組終了直後からイタトンの着ボイスを配信。
- 2013年の東ブクロの不倫騒動では、寝取られた側の和田貴志（鬼ヶ島）の憶測では、元妻の事務所の社長が当時の和田夫婦を別れさせるために元妻を唆したのではないかとしている。東ブクロは当初、バラエティのドッキリだと聞かされており元妻とホテルで落ち合ったが、性欲が抑え切れず事に至ったという[31]。
- 2016年、『M-1グランプリ』にて初の決勝進出。予選とは異なるネタ「能みたいな話」を披露し、暫定3位に躍り出るも、直後に敗者復活枠の和牛に押し出されて最終順位は4位であった。森田はこれについて「（決勝の1stラウンドと最終決戦のどちらかは準決勝のネタをやるというルールをふまえて）準決勝のネタは決勝ではウケなかっただろう。4位で敗退したのは結果的には良かった」という旨を語っている。また、準決勝のネタは本番の数日前に作ったものでほとんど披露もされていなかった。
- 2017年4月19日にAbemaTVから生配信されたネット番組『フジモンが芸能界から干される前にやりたい10のこと』にて、コンビ名「さらば青春の光」を改名したいと言う東口だったが、占い師のイヴルルド遙華に「お前(東口)が改名しろ」と言われ、イヴルルドがつけていたフクロウの指輪をもとに相方森田が「東フクロウはどうですか？」と聞いたところ、画数が悪いらしく、その後に流れで「東ブクロはどうだ？」となったらしく、画数がものすごく言いというイヴルルドのもと、正式に芸名を東ブクロに変更した。
- 2023年現在、『キングオブコント』において決勝進出回数の単独最多記録を樹立している（6回）。
  - 2017年のファイナルステージで披露した「パワースポット」というネタは、審査員のバナナマンからこの年の優勝者であるかまいたちを1点ずつ上回る点数を獲得し、設楽統から「もの凄く良い設定。本も良いし2人の役の感じも合ってて、このネタ（バナナマンのネタとして）欲しいよね」と絶賛を受けた。
  - 2018年の『キングオブコント』では来年があるという考えを捨て、自分たちでラストイヤーを宣言、「ネタ時間：5分」にルール変更されたこともあって内容の濃いネタ2本を用意して決勝に臨んだ。しかし、この年優勝したハナコと1点差で4位となり、この年からファイナルステージ進出が上位3組に絞られるようになったため、このまま敗退が決定した。収録日は東ブクロの実弟の結婚式と同日であり、決勝進出者が放送日まで発表されない形式をとっていたため欠席理由も説明できない状況だった。なお、この年限りで『M-1グランプリ』の出場も最後として、翌年の2019年以降の両大会には前年の宣言通り出場していない。
    - ファイナルステージに進出した場合に披露予定だったネタ「ヒーロー」は、2018年10月現在YouTube公式チャンネルにてライブのフル尺バージョンとして公開されている[65]。
- 2020年8月19日放送『水曜日のダウンタウン』（TBSテレビ）ではアンジャッシュの芸風である「すれ違いコント」をテーマとして開催されたコンテスト「キングオブすれ違いコント」にて、「バラし」の要素も含めたコントを披露して優勝を成し遂げている[57][66]。
- 2021年1月18日放送『つぶし合いクイズ!悪意の矢』（日本テレビ）で森田が優勝、手に入れた100万円を自身のYouTubeチャンネルで視聴者に全て寄贈した[67]。その理由はギャラは三等分だが賞金に関する取り決めはしていなかったからというもの。なお配信アーカイブは残っていない[68]。
- YouTubeにて、技術スタッフやAV女優などで制作費百数十万円かけた企画「ザ・ゲリラ」の動画は、前後編で240万回以上再生されたが、森田考案のGPS追跡型風俗店を実写化するという内容だったため収益化はされず丸々赤字になった[69]。
- さらばの持ちネタ、「ぼったくりバー」は各方面から好かれており、よくニコニコで音MADにされ使われる。しかしそれで数字の単位を覚える人も居るそうだ。
- 有料生配信『さらば青春のBAR』配信開始1年に併せて、2021年より西五反田に実店舗「さらばBAR五反田店」を開店[70]。昼間はハンジロウ・たーにーが店長の「マキオタニカリー」[71]、深夜帯はゆーびーむ☆が「BEAM BAR」[72]を間借りで運営している。

## 賞レース成績・受賞歴など

### キングオブコント
| 年     | 結果       | エントリーNo. | 決勝戦キャッチコピー                          | 備考                                   |
| ------ | ---------- | ------------- | --------------------------------------------- | -------------------------------------- |
| 2008年 | 1回戦敗退  | 935           |                                               |                                        |
| 2009年 | 3回戦欠場  | 2097          |                                               | 森田がインフルエンザに感染したため     |
| 2010年 | 準決勝敗退 | 1132          |                                               |                                        |
| 2011年 | 準決勝敗退 | 2886          |                                               |                                        |
| 2012年 | 決勝2位    | 2934          | 浪速の通天閣ルーキー                          | ファーストステージ 4位通過             |
| 2013年 | 決勝4位    | 2957          | ドン底から王者へ! 無所属ファイナリスト        | ファーストステージ 3位通過             |
| 2014年 | 決勝敗退   | 2758          | 3年連続ファイナリスト! 我が道を行く雑草コンビ | バンビーノに58対43で敗北               |
| 2015年 | 決勝10位   | 2266          | 史上初4年連続出場                             |                                        |
| 2016年 | 2回戦敗退  | 2469          |                                               |                                        |
| 2017年 | 決勝3位    | 2424          | 最多5度目の決勝!悲願のキングへ                | ファーストステージ 3位通過             |
| 2018年 | 決勝4位    | 2399          |                                               | 大会内で二人はラストイヤー宣言をした。 |

### M-1グランプリ
| 年     | 結果       | エントリーNo. | 決勝戦キャッチコピー | 備考                    |
| ------ | ---------- | ------------- | -------------------- | ----------------------- |
| 2008年 | 2回戦敗退  |               |                      |                         |
| 2009年 | 準決勝敗退 | 3449          |                      |                         |
| 2010年 | 3回戦敗退  | 4794          |                      |                         |
| 2015年 | 準決勝敗退 | 2555          |                      | 予選9位、敗者復活戦7位  |
| 2016年 | 決勝4位    | 2479          | 予測不能             |                         |
| 2017年 | 準決勝敗退 | 2462          |                      | 予選14位、敗者復活戦9位 |
| 2018年 | 準決勝敗退 | 3348          |                      | 予選16位、敗者復活戦7位 |

### 日清食品 THE MANZAI
| 年     | 結果                     | 備考               |
| ------ | ------------------------ | ------------------ |
| 2011年 | ワイルドカード決定戦敗退 | 本戦サーキット21位 |
| 2012年 | 本戦サーキット敗退       |                    |
| 2013年 | 2回戦敗退                |                    |
| 2014年 | 本戦サーキット敗退       |                    |

### その他
2009年
- 第39回NHK上方漫才コンテスト 本選進出

2010年
- 第31回ABCお笑い新人グランプリ 新人賞
- 第11回笑わん会 優勝
- 第25回NHK新人演芸大賞 演芸部門 新人賞

2011年
- 第32回ABCお笑い新人グランプリ 優秀新人賞
- 第41回NHK上方漫才コンテスト 準優勝
- 第26回NHK新人演芸大賞 新人賞

2012年
- 第33回ABCお笑いグランプリ 準優勝
- 第27回NHK新人演芸大賞 新人賞

2014年
- 日本喜劇人協会主催 第1回コント新人大賞 優勝

2016年
- 第37回ABCお笑いグランプリ 決勝敗退

## 出演

### テレビ
現在のレギュラー番組
- さらば青春の光の東ブクロとデビュー作（2022年4月26日 - 、テレビ大阪、YouTube） - 東ブクロ : MC[77]、森田 : レギュラー
- さらばのこの本ダレが書いとんねん!（2022年4月26日 - 、テレビ大阪、YouTube） - MC[78]
- さらば青春の光の青春ジャック (2023年1月7日 - 、テレビ愛媛) - MC[79]

不定期出演
- 有吉の壁（2015年12月28日 - 、日本テレビ）
- ラヴィット!（2022年4月27日 - 、TBSテレビ）
- サクラミーツ（2023年10月19日 - 、テレビ朝日）- 「いきなりテレフォンチャレンジ!」企画の際に出演。

過去のレギュラー番組
- おはよう朝日です（2012年6月18日 - 2012年12月26日、ABC）
- さらば青春の光ふぁいなる（2013年5月9日 - 2014年9月25日、TOKYO MX）
  - ふぁいと青春の光（2014年12月5日 - 2015年3月27日、TOKYO MX）
- バズル（2015年2月10日 - 4月、J:COMチャンネル）
- 鈴木ちなみの人生が変わる人事の話（2016年4月8日 - 2017年3月31日、BSジャパン） - サラリーマンコントのコーナーに出演。
- バズ酒場（2019年10月29日 - 11月12日、TOKYO MX） - MC
- 映画天国（2018年4月2日 - 2019年12月23日、日本テレビ）
- 乃木坂どこへ（2019年10月22日 - 2020年3月17日、日本テレビ） - MC[80]
- じゃじゃじゃじゃ〜ン!（2018年10月13日 - 2020年9月27日、フジテレビ） - 声の出演
- ノギザカスキッツ（2020年6月16日 - 10月27日、日本テレビ） - MC
  - ノギザカスキッツ ACT2（2020年11月10日 - 2021年4月6日、日本テレビ） - MC
- ミュージックHEAVEN（2020年10月5日 - 2021年3月29日、テレビ埼玉） - MC
- さらば青春の光のモルック勝ったら10万円（2020年10月6日 - 2021年4月2日、TOKYO MX）
  - さらば青春の光のモルックスタジアム!（2021年4月9日 - 7月2日、TOKYO MX）
- 今日からやる会議（2020年1月18日 - 2021年9月26日、テレビ東京）[81]
- となりのスターさん（2020年7月18日 - 2022年3月25日、静岡朝日テレビ） - MC
- ゼロイチ（2021年4月3日 - 2023年9月30日、日本テレビ）
- Appare!@チャンネル（2022年1月9日 - 4月18日、CS日テレプラス、日本テレビ） - MC[82][83]
- 満パンスター2023 -さらば&三四郎が3月にライブすることだけ決まってる番組- (2022年10月3日 - 2023年3月28日、テレビ朝日) - MC
- 闇さらば〜心が晴れる名言BAR〜（2022年11月25日 - 12月16日、テレビ東京）- MC
- らいコレTV（2019年10月6日 - 2023年9月26日、TOKYO MX） - MC
- アヤツリ・スクワッド（2023年4月7日 - 5月12日、2024年1月4日、5月15日、テレビ東京）[84] - MC
- 超懐古心理遊戯 チャイルドプレイ（2023年10月13日 - 2023年11月17日、読売テレビ）- MC
- さらばの双六ひみつ倶楽部（2024年9月2日 - 9月24日、テレビ朝日）- MC

特別番組
- 超入門!落語 THE MOVIE「崇徳院」（2018年2月1日） - 熊五郎 役（森田） 棟梁 役（東ブクロ）
- 特番『ゼロイチファミリアは褒められたい』（2022年12月22日、毎日放送）- MC
- QUIZ！初体験人間（2023年11月22日、CBCテレビ）- MC
- 人生までそっくり！？ドッペルさん検証（2023年10月2日、日本テレビ）- MC
- ゴールデンラヴィット!（2023年12月26日、2024年12月27日、TBSテレビ）
- さらば青春のご当地コント〜大阪府堺市編〜（2024年3月14日、NHK総合・関西地方）
- がっぽりNEWS！2024（2024年1月6日、朝日放送テレビ）- MC
- マッチングハッキング（2024年5月16日 - 2024年5月23日、広島ホームテレビ）- MC
- ちょっと福岡いってきました2時間SP（2024年5月25日、テレQ）
- さらば青春の光の考察バラエティ！表の顔と裏の顔（2024年6月30日、朝日放送テレビ）- MC
- 内村プロデュース復活SP（2024年9月28日、テレビ朝日）
- さらば青春の光のにっぽんアナ場ツアーズ（2024年12月28日、山梨放送）- 森田 MC- 東ブクロ ロケ
- アノ人、消しときました・・・（2025年1月1日、テレビ東京）- MC
- 極聴〜この番組はイヤホンでお聴きください〜（2025年1月2日、読売テレビ）- MC
- 凍った悩みを60秒で瞬間回答！チーンと超速ベストアンサー（2025年1月3日、フジテレビ）- 森田 MC- 東ブクロ 天の声

### ドラマ
出演
- 係長 青島俊作2 事件はまたまた取調室で起きている! 第3話（2012年8月29日、NOTTVにて配信） - チンピラ 役
- 天皇の料理番（2015年6月 - 7月、TBSテレビ）- 大膳寮洋食部・厨丁 城田 役（森田） 町山 役（東ブクロ）
- パパ、はじめました（2019年9月2日 - 11月19日、BS日テレ） - 篭谷吉平 役、脚本（森田）、借金取り 役（東ブクロ）
- 猪又進と8人の喪女〜私の初めてもらってください〜（2019年10月24日 - 12月14日、関西テレビ）- 主演 猪又進 役、脚本監修（森田）、西口 役（東ブクロ）
- 銀座黒猫物語 第7話（2020年8月27日、関西テレビ）- 柏原ヒロト 役（森田）、プロデューサー 役（東ブクロ）
- 何かおかしい 2 第3話（2023年4月19日、テレビ東京）- 本人たち 役

### アニメ
- あはれ!名作くん（2016年6月3日・2018年11月16日、NHK Eテレ）- カネ太郎 役（森田） 行司、ウィラポン・バンチャーメ 役（東ブクロ）
- UMA学園（2016年9月 - 終了）- トム 役（森田）、ネッシー 役（東ブクロ）、全国のTOHOシネマズで上映された幕間アニメーション [88]

### CM
テレビ
- ドラゴンエッグ（2019年4月） - ゴッドタンの番組内
- menu（2019年9月23日 - 、あちこちオードリー 〜春日の店、開いてますよ？〜 の出演日） - 同番組内
- ドリンクメイト（2024年5月）

ウェブ
- サンレディース（2016年）
- ユニバラッシュ（2017年）
- 蟹のマルキタ北村水産（2017年）
- コイルテック（2017年）
- 大山ガガガ学校（2018年）
- 医大通り東洋鍼灸院（2018年）
- お嬢様聖水サワー（2018年）
- Fourteen（2019年）
- ライフルホームズ（2020年）
- リツアンSTC（2020年）
- AiBC（2023年10月）

- ポケットクロス（2024年）
- ACCEL JAPAN（2025年） - アンバサダー

### ネット配信
現在のレギュラー番組
- パーラーカチ盛り ABEMA店（2024年9月6日 -、ABEMA）

過去のレギュラー番組
- 桃色♡ゲームチャンネル（2018年1月25日 - 4月19日、AbemaTVウルトラゲームス）
- なめらか本舗チャンネル（2020年5月2日 - 6月20日、YouTube）
- KEIRINで100万円を賭けたいオンナたち（2020年9月11日 - 10月9日、ABEMA） - MC
- さらば料理嫌い! 極上やみつき飯（2019年7月25日 - 2020年8月4日、cookpad LIVE） - 毎月1回
- トレンド超予測（2020年1月17日 - 5月25日、2020年8月28日 - 2021年5月14日、グノシー公式YouTubeチャンネル）
- 乃木坂46弓木奈於とやみつきちゃん（ひかりTV） - 準レギュラー
- ADEL43
- さらば青春の光 不動産王への道（楽待） - MC
- はじめてのじぶん資産形成講座（お金のまなびば！）MC
- ファンキルオルタナチャンネル（YouTube） - MC
- Breaking Down ドッキリ（ABEMA） - MC
- さらば人生の悩み（2021年7月5日 -2022年10月11日、fempass official YouTubeチャンネル）
- 愛のハイエナ（2023年7月11日 - 18日、2023年8月29日 - 11月21日、ABEMA）
- 愛のハイエナ2（2024年3月26日 - 2024年6月11日、ABEMA）
- 愛のハイエナ3（2025年1月11日 - 2025年4月1日、ABEMA）
- インシデンツ（DMM TV）
  - シーズン1（2022年12月23日）- メインキャスト（森田 : チャーリー・チャザワ役、東ブクロ : エノ・ケンジ役）
  - シーズン2（2024年1月19日 - 2024年2月9日）- メインキャスト（森田 : 橋爪武蔵役、東ブクロ : 茂木宗矩役）

- 大脱出2（2024年4月24日、DMM TV）

特別番組
- ミスヘブン総選挙（2023年12月17日、2024年12月21日、YouTube） - 森田 MC - 東ブクロ ゲスト
- はねるさらばのVチュー部（2024年1月20日、有料生配信）
- さらば青春の光 無料カジノ案内所（2024年3月15日、ニコニコ生放送）
- アヤツリスクワッド共犯者ライブ（2024年4月21日、有料生配信）
- KILLAH KUTS（Amazon Prime Video） - MC

### ラジオ
現在のレギュラー番組
- さらば青春の光の『青春デストロイヤー』（2013年11月10日 - 、NBCラジオ佐賀）
- さらば青春の光がTaダ、Baカ、Saワギ（2020年1月4日 - 、TBSラジオ）
- アッパレやってまーす！〜土曜日です〜（2020年4月26日 -  、MBSラジオ）

過去のレギュラー番組
- さらば青春の光「鋭意制作中」（2016年7月 - 11月、Rakuten.FM）

特別番組
- さらば青春の光のGO!GUY!（2018年7月8日・2019年7月14日、TBSラジオ）
- 夜光虫（2018年12月6日・13日、TOKYO FM）
- さらば青春の光のなにわゴールドラッシュ（2019年11月11日、MBSラジオ）
- 笑わせ愛（2020年4月18日、MBSラジオ） - カミナリ、ハナコと7人で放送。

WEBラジオ
過去のレギュラー番組
- さらば青春の光の青春コンストラクター（2017年10月28日 - 2019年8月29日、ラジオクラウド） - 毎月一回

### 映画
- グッドモーニングショー（2016年10月8日、東宝）
- 漫画誕生（2019年11月30日、アースゲート/contrail） - 中村弥二郎 役（森田）丸山 役（東ブクロ）

### MV
- バンド・ナナイロ「もっと」 (2013年)[98]
- バンド･ナナイロ 「本当は好きと伝えたい」(2014年)
- バンド･ナナイロ 「ボイス」(2015年)
- バンド・ナナイロ「チャーハン食べたいな」（2015年）[99]
- バンド・ナナイロ「パワースポット」（2015年）[100]
- THE CHERRY COKE$「〜さらば青春の光〜」（2016年）[101]
- チュロス 「take it easy」（2023年）（森田のみ出演）
- チュロス 「take it easy」（東ブクロMV）（2023年）
- さらば青春の光&三四郎-「満パンスターのテーマ 」

### オンラインサロン
- さらば青春のBAR（2020年5月13日 - 、SLUSH-PILE.）

## 舞台

### 単独ライブ
以下、追加公演も含む。
2011年
- 5月18日 - 角座若手開幕シリーズ 第2夜 さらば青春の光のライブ〜東京上陸大作戦〜（東京・新宿角座）
- 9月4日 - さらば青春の光 大阪初単独ライブ -初回限定盤-（大阪・TORII HALL）

2012年
- 2月22日・6月28日 - 「平日」（大阪・道頓堀ZAZA HOUSE / 東京・新宿角座）
- 8月25日 - 「給料日」（大阪・道頓堀ZAZA HOUSE）
- 9月8日 - 「東京で給料日」（東京・新宿角座）

2013年
- 4月27日・28日・5月1日・3日 - 「野良」（大阪・HEP HALL / 東京・SPACE107）
- 8月10日・11日 - 「野良野良」（東京・新宿シアターモリエール）

2014年
- さらば青春の光 全国コントツアー「外回り」
  - 3月29日（静岡・アトリエみるめ）
  - 4月5日（愛知・ナンジャーレ）
  - 4月6日（大阪・インディペンデントシアター2nd）
  - 4月12日（仙台・クォータースタジオ仙台）
  - 4月13日（岩手・岩手アートサポートセンター『風のスタジオ』）
  - 4月18日（広島県福山市・福山市神辺文化会館（小ホール））
  - 4月19日（福岡・博多リバレインホール）
  - 4月20日（佐賀・STAGE MARO）
  - 4月27日（北海道・演劇専用小劇場BLOCH）

- 5月5日 - TBSラジオ 山里亮太の不毛な議論プレゼンツ「さらば青春の光 単独公演 おまけ付き」（東京・草月ホール）
- 5月10 - 11日 - さらば青春の光 全国コントツアー ツアーファイナル 〜帰社〜（東京・新宿シアターモリエール）
- 8月8日 - 10日 - 「野良野良野良」（東京・新宿シアターモリエール）
- 12月23日 - 「ちょっと“過ぎる”ライブ」（東京・草月ホール）

2015年
- 2月20日・22日 - 「野良野良野良野良」（東京・新宿シアター・ミラクル）
- 5月30日・31日 - 「ノリ」（東京・キンケロ・シアター）
- マイナビ転職presents さらば青春の光 単独ライブ「ノリノリツアー」
  - 11月23日（東京・キンケロ・シアター）
  - 12月9日（福岡・レソラホール）
  - 12月13日（北海道・コンカリーニョ）
  - 12月17日（愛知・東文化小劇場）
  - 12月21日（大阪・ABCホール）
  - 12月27日（東京・草月ホール）

2016年
- 5月7日・8日 - 「ノリノリノリ」（東京・キンケロ・シアター）

2017年
- 4月26日・27日 - 「会心の一撃」（東京・あうるすぽっと）
- さらば青春の光 出張単独公演「ステゴロ」
  - 7月15日（福岡・博多リバレインホール）
  - 8月5日（名古屋・伏見JAMMIN）
  - 9月3日（北海道・BLOCH）
  - 2018年1月14日（鳥取・ガイナックスシアター）

2018年
- さらば青春の光 単独LIVE「真っ二つ」
  - 4月13日 - 15日（東京・CBGKシブゲキ!!）
  - 7月31日 - 8月2日（大阪・ABCホール）
  - 8月3日（愛知・天白文化小劇場）
  - 9月1日（東京・東京グローブ座）

2019年
- さらば青春の光 単独LIVE「大三元」
  - 3月27日 - 31日（東京・オルタナティブシアター）
  - 4月17日・18日（愛知・西文化小劇場）
  - 4月20日・21日（大阪・YES THEATER）

2020年
- さらば青春の光 単独LIVE「四季折々」（公演中止）
  - 4月22日 - 29日（東京・草月ホール）
  - 5月20日 - 22日（大阪・ABCホール）
  - 5月30日・31日（福岡・イムズホール）
  - 6月5日・6日（北海道・札幌文化芸術劇場hitaruクリエイティブスタジオ）
  - 6月12日・14日（愛知・東文化小劇場）

- 9月11日 - 「ステゴロ 東京蔵出し編」 （東京・シアター1010）

2021年
- さらば青春の光 単独LIVE「四季折々」
  - 1月8日・9日（東京・草月ホール）
  - 1月16日・17日（福岡・イムズホール）
  - 3月11日・12日（愛知・中川文化小劇場）
  - 3月26日 - 28日（大阪・ABCホール）
  - 3月31日 - 4月2日（東京・紀伊國屋サザンシアター TAKASHIMAYA）
  - 4月7日 - 9日（北海道・札幌市民交流プラザ）

2022年
- さらば青春の光 単独LIVE「五穀豊穣」
  - 5月3日 - 5日（東京・紀伊國屋サザンシアター TAKASHIMAYA）
  - 5月11日 - 14日（大阪・エル・シアター（大阪府立労働センター））
  - 6月1日 - 3日（愛知・名古屋市芸術創造センター）
  - 6月15日・16日（福岡・西鉄ホール）
  - 7月8日・9日（北海道・共済ホール）
  - 7月14日・15日（東京・よみうり大手町ホール）
  - 9月1日・2日（東京・浅草公会堂）

2023年
- さらば青春の光 単独LIVE「すご六」
  - 5月16日 - 18日（東京・浅草公会堂）
  - 5月23日 - 28日（大阪・COOL JAPAN PARK OSAKA TTホール）
  - 5月31日・6月1日（愛知・名古屋市芸術創造センター）
  - 6月9日・10日（福岡・ももちパレス 大ホール）
  - 6月17日・18日（北海道・道新ホール）
  - 6月29日（宮城・電力ホール）
  - 7月5日 - 7日（東京・浅草公会堂）

2024年
- さらば青春の光 単独LIVE「ラッキー7」
  - 5月14日 - 16日・18日（東京・EX THEATER ROPPONGI）
  - 5月22日 - 26日（大阪・梅田芸術劇場 シアター・ドラマシティ）
  - 6月7日 - 9日（福岡・ももちパレス 大ホール）
  - 6月15日・16日（宮城・電力ホール）
  - 6月29日・30日（石川・金沢市文化ホール）
  - 7月6日・7日（京都・ロームシアター京都 サウスホール ）
  - 7月13日（愛媛・今治市公会堂）
  - 7月19日 - 21日（愛知・ウインクあいち 大ホール）
  - 7月25日・26日（北海道・共済ホール）
  - 8月2日・3日（東京・日本青年館ホール)

### ユニットライブ
- 円山スクランブルエッグス（ラブレターズ ・かもめんたる とのユニット）
  - 第一回公演「円山町再開発」（2015年6月19 - 21日、渋谷・ユーロライブ）
  - 第二回公演「円山町再起動」（2016年3月20 - 22日、渋谷・ユーロライブ）

### その他
- 芸人交換日記〜イエローハーツの物語〜（2013年）
- next-G project【office COLORS×OZONE presents】舞台「仮装童貞」（2013年5月21 - 26日、阿佐ヶ谷シアターシャイン） - 隣人役＝東口、チンピラ役＝森田
- さらば青春の光トークライブ 〜 職務質問〜 （2013年8月22日、さばのゆ@経堂） - ゲスト：東野ひろあき
- さらば青春の光トークライブ 〜 職務質問〜 （2013年10月4日、さばのゆ@経堂） - ゲスト：松尾貴史
- さらば青春の光の鋭意制作中 どこにも流れない公開収録（2018年8月1日、大阪・ABCホール）[104]
- ええすたじお 〜おまえ過去何してた？〜（2018年8月2日、大阪・ABCホール）[104]
- さらば青春の光の10年間のキングオブコントを振り返ろうトークライブ（2019年10月25日、東京・ユーロライブ）[105]
- さらば青春の光×藤井健太郎 〜 テレビでもネットでもできないし、個人事務所じゃなきゃできない映像LIVE〜 （2020年1月30日 - 31日、渋谷・ユーロライブ / 2020年2月28日、大阪・Loft PlusOne West / 2022年3月2日 - 3日、渋谷・CBGKシブゲキ!!）[106]

## DVD

### 単独ライブ
- なにわナンバー（2011年10月26日、コンテンツリーグ）
- 野良野良野良（2015年11月23日、ザ・森東） - ライブ会場・タワーレコードのみの限定販売
- 帰社（2015年11月23日、ザ・森東） - ライブ会場・タワーレコードのみの限定販売
- 会心の一撃（2017年9月20日、TBSラジオ）
- 真っ二つ（2018年9月5日、TBSラジオ）
- 大三元（2019年9月18日、TBSラジオ） - OP「大三元のテーマ」 / 川谷絵音
- 四季折々（2021年11月17日、TBSラジオ）
- 五穀豊穣（2022年12月21日、TBSラジオ）[107]
- すご六 （2023年11月1日、TBSラジオ）
- ラッキー7

### その他
- 渾身!〜My Best コント〜（2012年1月25日、コンテンツリーグ） -「なにわナンバー」より「マジック」を収録。撮りおろしコメント映像あり
- うしろシティ・さらば青春の光「cafeと喫茶店」（2013年2月27日、コンテンツリーグ）
- ウレセン!!虎の巻（2013年2月27日、コンテンツリーグ） - 「なにわナンバー」より「上司と部下」を収録
- キングオブコント2012（2012年12月19日、よしもとアール・アンド・シー）
- キングオブコント2013（2013年12月18日、よしもとアール・アンド・シー）
- キングオブコント2014（2014年12月24日、よしもとアール・アンド・シー）
- M-1グランプリ2016 伝説の死闘!〜魂の最終決戦〜」（2017年7月26日、よしもとミュージックエンタテインメント）

## 書籍
- さらば青春の光、カミナリ『ザ・ゲリラ』コルク、2020年7月8日。 - テレビ番組『今日からやる会議』（テレビ東京）の企画で出版した電子書籍
  - 猫田まんじまる『ザ・ゲリラ【完全版】』コルク、2021年5月10日。 - 上記小説のコミカライズ（電子書籍として出版）
- さらば青春の光、会長『さらば青春の光の会長はねこである』星海社、2021年12月9日。ISBN 978-4-065-25810-1。 - ザ・森東「会長」写真集